# Luperina venosa
Luperina venosa är en fjärilsart som beskrevs av Smith 1903. Luperina venosa ingår i släktet Luperina och familjen nattflyn. Inga underarter finns listade i Catalogue of Life.